# Alabama State Route 20
Die Alabama State Route 20 (kurz AL 20) ist eine in Ost-West-Richtung verlaufende State Route im US-Bundesstaat Alabama.
Die State Route beginnt an der Tennessee State Route 69 nördlich von Florence an der Grenze zu Tennessee und endet nach 135 Kilometern nahe Mooresville an den Interstates 65 und 565.

## Verlauf
Ab der Grenze zu Tennessee verläuft die State Route zunächst in südöstlicher Richtung und trifft in der Stadt Florence auf die U.S. Highways 43 und 72 sowie auf die Alabama State Routes 17 und 157. Nach der Überquerung des Tennessee Rivers führt zusammen mit dem US 72 die Straße parallel zum Fluss in östlicher Richtung. In Town Creek wird die AL 20 von der Alabama State Route 101 gekreuzt und im Osten von Courtland zweigt die Alabama State Route 33 ab.
Im Großraum von Decatur trifft die State Route auf den U.S. Highway 31 und auf die Alabama State Route 67. Nordöstlich der Stadt überquert die Straße erneut den Tennessee River und endet nach etwa zwei Kilometern an einem Kreuz mit den Interstates 65 und 565.

## Geschichte
Die Alabama State Route 20 wurde im Jahr 1929 zwischen Margerum und Tuscumbia eröffnet. Nach elf Jahren wurde die Strecke 1940 bis Huntsville erweitert. Im Jahr 1957 übernahm die State Route die Strecke der ehemaligen Alabama State Route 2 bis zur Grenze zum Bundesstaat Tennessee. Das östliche Ende der State Route wurde zunächst 2000 nach Madison und 2005 noch einmal zum Kreuz zwischen den Interstate 65 und 565 verlegt.